# Provinz Eduardo Avaroa
Eduardo Avaroa (auch: Abaroa) ist eine Provinz im südöstlichen Teil des Departamento Oruro im südamerikanischen Anden-Staat Bolivien.

## Lage
Die Provinz Eduardo Avaroa ist eine von sechzehn Provinzen im Departamento Oruro. Sie liegt zwischen 18° 39' und 19° 30' südlicher Breite und zwischen 65° 42' und 66° 42' westlicher Länge.
Sie grenzt im Nordwesten an die Provinz Poopó, im Westen an die Provinz Sud Carangas und die Provinz Ladislao Cabrera, und im Süden und Osten an das Departamento Potosí. Eingebettet in die Provinz Eduardo Avaroa zwischen den beiden Municipios liegt die Provinz Sebastián Pagador.
Die Provinz erstreckt sich über 100 Kilometer in Ost-West-Richtung und über 90 Kilometer in Nord-Süd-Richtung.

## Bevölkerung
Die Einwohnerzahl der Provinz Avaroa ist in den vergangenen drei Jahrzehnten um fast drei Viertel angestiegen:
| Jahr | Einwohner | Quelle       |
| ---- | --------- | ------------ |
| 1992 | 23 147    | Volkszählung |
| 2001 | 27 675    | Volkszählung |
| 2012 | 33 248    | Volkszählung |
| 2024 | 40 444    | Volkszählung |

44,1 Prozent der Bevölkerung sind jünger als 15 Jahre. 78,3 Prozent der Bevölkerung sprechen Spanisch, 71,9 Prozent Quechua und 23,0 Prozent Aymara. (2001)
82 Prozent der Bevölkerung haben keinen Zugang zu Elektrizität, 94 Prozent leben ohne sanitäre Einrichtung (1992).
68,9 Prozent der Erwerbstätigen arbeiten in der Landwirtschaft, 0,5 Prozent im Bergbau, 6,9 Prozent in der Industrie, 23,7 Prozent im Dienstleistungsbereich (2001).
86,6 Prozent der Einwohner sind katholisch, 11,9 Prozent sind evangelisch (1992).

## Gliederung
Die Provinz unterteilte sich bei der letzten Volkszählung von 2024 in die folgenden beiden Verwaltungsbezirke (bolivianisch „Municipios“):
- 04-0201 Municipio Challapata – 35.339 Einwohner
- 04-0202 Municipio Quillacas – 5.105 Einwohner

## Ortschaften in der Provinz Eduardo Avaroa
- Municipio Challapata
  - Challapata 12.684 Einw. – Cruce Culta 1520 Einw. – Kakachaca 432 Einw. – Ancacato 352 Einw. – Huancané 299 Einw. – Pequereque 148 Einw. – Andamarca Crucero 89 Einw. – Irunzata 66 Einw. – Cachuyo 50 Einw. – Cututu 43 Einw. – Thola Palca 27 Einw. – Vintuta 25 Einw.

- Municipio Quillacas
  - Santuario de Quillacas 910 Einw. – Sevaruyo 749 Einw. – Soraga 267 Einw.